# سامبو چوجی
سامبو چوجی (انگلیسی: Sambo Choji؛ زادهٔ ۱۳ مارس ۱۹۷۷) بازیکن فوتبال اهل نیجریه است.
از باشگاه‌هایی که در آن بازی کرده‌است می‌توان به آینتراخت براونشوایگ، زاربروکن، پرسپولیس و سنت پولتن اشاره کرد.